# Agrostis anadyrensis
Agrostis anadyrensis là một loài thực vật có hoa trong họ Hòa thảo. Loài này được Soczava mô tả khoa học đầu tiên năm 1934.